# 아프리카 말병

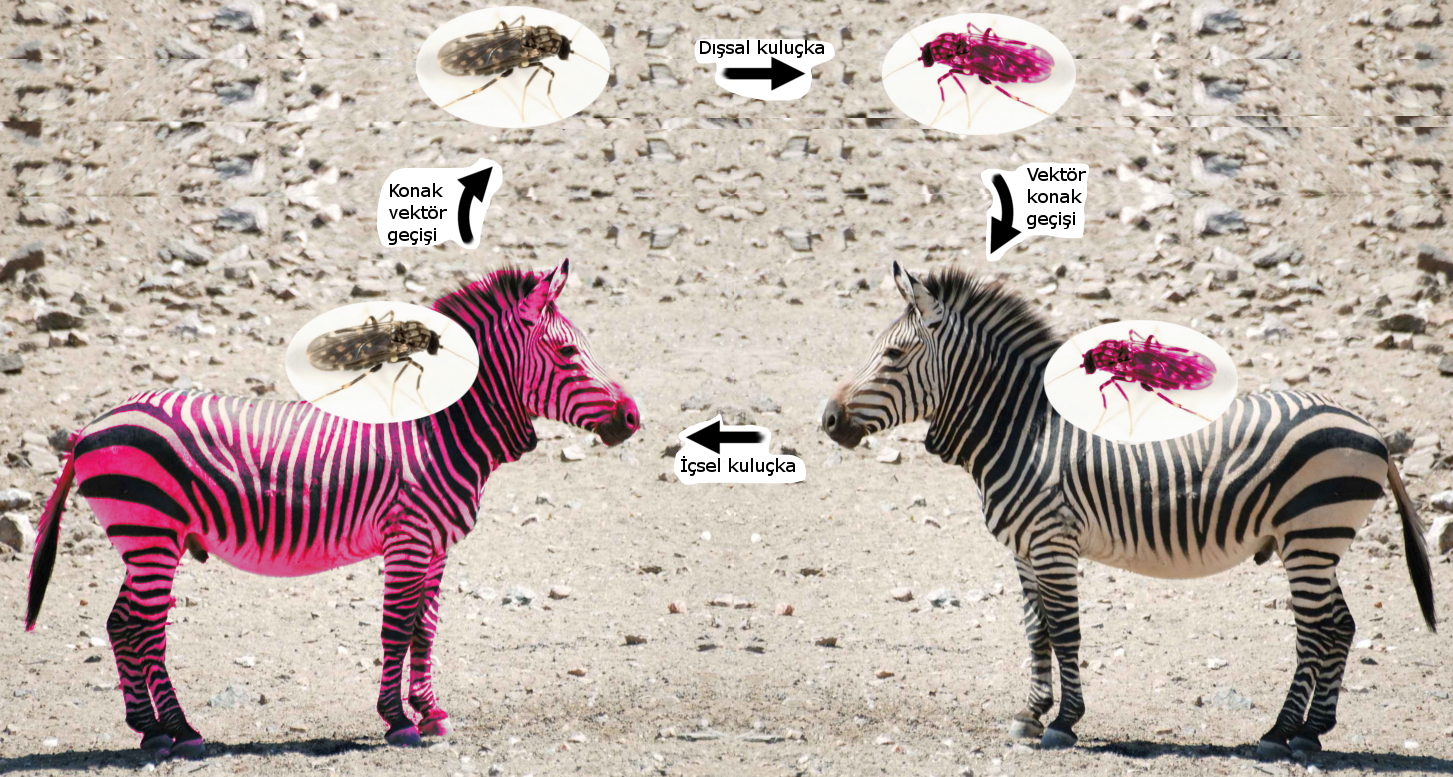

아프리카 말병(-病, African horse sickness, AHS), 아프리카 마역은 매우 감염성이 높은 치명적인 질병이다. 말, 노새, 당나귀에 영향을 준다. 이 질병은 레오바이러스과에 속하는 오비바이러스(Orbivirus) 속의 아프리카 말병 바이러스(African horse sickness virus)에 기인한다.